# Usvjatja
Usvjatja (vitryska: Усвяча) är ett vattendrag i Belarus. Det ligger i den nordöstra delen av landet, 260 km nordost om huvudstaden Minsk.
Trakten runt Usvjatja består till största delen av jordbruksmark. Runt Usvjatja är det ganska tätbefolkat, med 139 invånare per kvadratkilometer.